# Ringkøbing
Ringkøbing é um município da Dinamarca, localizado na região ocidental, no condado de Ringkobing.
O município tem uma área de 401 km² e uma  população de 17590 habitantes, segundo o censo de 2003.